# Киянов, Владимир Борисович
Владимир Борисович Киянов (род. 1958) — советский легкоатлет, специалист по барьерному бегу. Выступал за сборную СССР по лёгкой атлетике в конце 1970-х — начале 1980-х годов, победитель и призёр первенств всесоюзного значения, участник ряда крупных международных стартов. Представлял Москву и Московскую область, спортивное общество «Спартак» и Вооружённые силы.

## Биография
Владимир Киянов родился в 1958 году. Занимался лёгкой атлетикой в Москве и Московской области, выступал за добровольное спортивное общество «Спартак» и Вооружённые силы.
Впервые заявил о себе в сезоне 1977 года, когда вошёл в состав советской сборной и выступил на юниорском европейском первенстве в Донецке, где в зачёте бега на 400 метров с барьерами дошёл до стадии полуфиналов.
В 1979 году в той же дисциплине занял четвёртое место на соревнованиях в Сочи.
В 1980 году на чемпионате СССР в Донецке завоевал бронзовую награду в 400-метровом барьерном беге, уступив только Василию Архипенко и Александру Яцевичу.
В 1981 году стал серебряным призёром на соревнованиях в Ленинграде, установив при этом свой личный рекорд в беге на 400 метров с барьерами — 50,10. Позднее выиграл бронзовые медали на международном турнире в Будапеште и на чемпионате СССР в Москве, принял участие во всесоюзном старте в Киеве.